# Frederick Spiller
Frederick Spiller (ur. 22 listopada 1884 w Westminster, zm. 15 września 1953 w Merton Park) – brytyjski bokser wagi lekkiej. Na letnich igrzyskach olimpijskich w Londynie zdobył srebrny medal.